# Presbitério

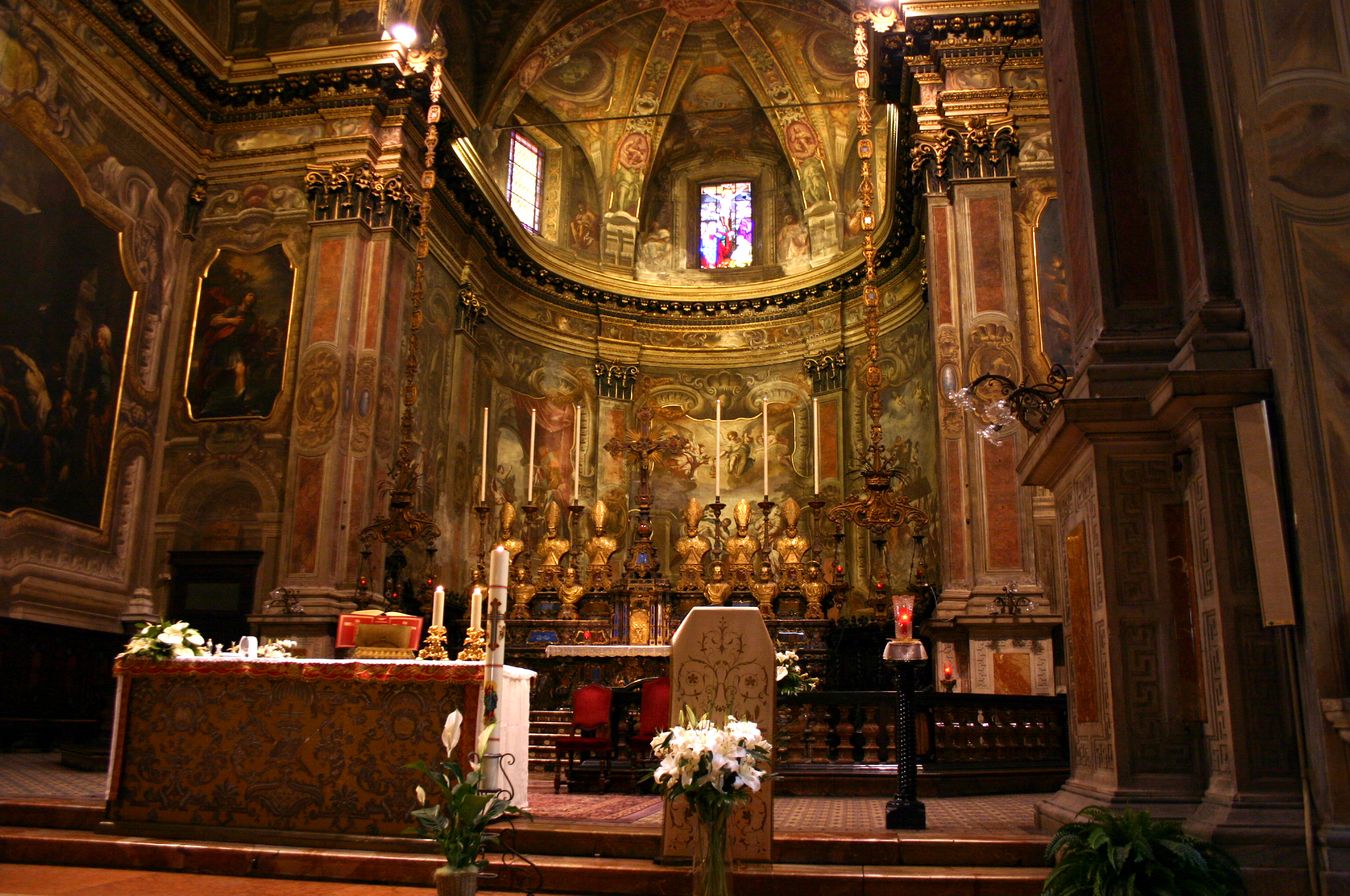
Presbitério da Igreja de Santo Alexandre em Milão (Itália)

Presbitério (do grego presbuteros - ancião - ou, no uso católico - sacerdote) é o espaço que num templo ou catedral católicos, precede o altar-mor. Estava, até ao Concílio Vaticano II, reservado ao clero e pode ficar separado da nave central por grades, escadas ou varandim. Costuma ser o lugar destinado ao coro, embora não necessariamente.
Nos estilos românico e gótico, é o ramo da nave que une a capela absidal com a nave ou o cruzeiro, o que costuma coincidir com a definição anterior. O arco que separa o presbitério da nave ou do cruzeiro, sobretudo no primeiro estilo, é conhecido como arco triunfal e habitualmente apresenta os capitéis de decoração mais elaborada.